# Hannes Pétursson
Hannes Pétursson, född 14 december 1931 i Sauðárkrókur, är en isländsk författare. Han har alltsedan 1950-talet varit en av Islands mest framträdande poeter. Hans dikter utmärker sig genom sin blandning av modernism och traditionella inslag.

## Författarskap
Hannes Péturssons första diktsamling gavs ut 1955, strax efter att rörelsen atómskáld hade gjort modernismen dominant inom den isländska poesin. Boken togs emot väl och gav författaren uppmärksamhet i hemlandet, något som fortsatte med de nästföljande diktsamlingarna. Hannes' dikter förenar modernistiska grepp med traditionella former och ämnen. Han använder bland annat allitteration och anspelar ofta på folktro, folksagor och nordisk mytologi. Han är främst känd som poet men har även verkat som prosaist, bland annat med boken Rauðamyrkur ("rödmörker") från 1973. Denna är skriven som en sagnaþættir, en typ av folklig lokalhistoria. De traditionella inslagen är genomgående men har blivit mer påtagliga i författarens senare verk. I diktsamlingen Eldhylur ("eldgrop") från 1993 framträder även ett intresse för religiös mystik och kristendom. Boken tilldelades Isländska litteraturpriset. Hannes har nominerats till Nordiska rådets litteraturpris fyra gånger, för Tid och rum 1964, Innlönd ("inland") 1970, Hemvist vid havet 1982 och 36 ljóð ("36 dikter") 1985.

## Utgivet i urval
- Kvæðabók, 1955.
- Í sumardölum, 1959.
- Tid och rum (Stund og staðir), 1962, på svenska 1965 av Ingegerd Fries.
- Steingrímur Thorsteinsson, líf hans og list, 1964.
- Steinar og sterkir litir, 1965.
- Innlönd, 1968.
- Rímblöð, 1971.
- Íslenzkt skáldatal 1.-2., 1973-1976.
- Ljóðabréf, 1973.
- Rauðamyrkur, 1973.
- Óður um Ísland, 1974.
- Úr hugskoti, 1976.
- Hemvist vid havet (Heimkynni við sjó), 1978, på svenska 1986 av Inge Knutsson.
- Kvæðafylgsni, 1979.
- Misskipt er manna láni 1.-3., 1982-1987.
- 36 ljóð, 1983.
- Frá Ketubjörgum til Klaustra, 1990.
- Eintöl á vegferðum, 1991.
- Eldhylur, 1993.
- Fyrir kvölddyrum, 2006.